# 罗伯特·H·佩里
羅伯特·佩里（英語：Robert H. Perry；1924年—1978年）是化學工程參考書《佩里化學工程師手冊》（1934年初版）的第二位作者，其父親為該書的第一位作者約翰·佩里。
佩里曾於1958年至1964年在奧克拉荷馬大學擔任教職，並於1961年至1963年擔任該校化學工程學系之主任。他也在羅徹斯特大學與德拉瓦大學教過書。
1963年，佩里與西德尼·柯克帕特里克、塞西爾·奇爾頓等人一起編撰的第四版手冊出版。1973年，佩里與奇爾頓合編的第五版手冊出版。奇爾頓後來死於心臟病，遂改由唐·格林出任第六版之共同作者。
編撰期間，卻不幸於1978年在英格蘭街道上行走時遭車輛追撞致死。